# William Sotheby
William Sotheby (Londres, 9 de noviembre de 1757 - íd.30 de diciembre de 1833) fue un poeta y traductor inglés del romanticismo.

## Biografía

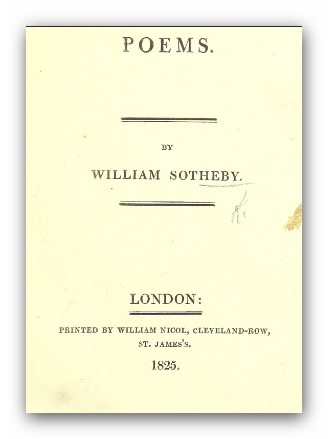
Poems de William Sotheby, ed. de 1825.

Nació en una familia pudiente de Londres. Su padre fue el coronel William Sotheby y su madre Elizabeth Sloan. Se educó en la escuela de Harrow y en la Academia Militar de Angers (Francia), antes de unirse al ejército real a los 17 años, donde sirvió seis hasta 1780; en esa época, durante una estancia en Edimburgo con su regimiento, conoció al joven Walter Scott, amistad que renovaría más adelante.
Vivió entre su finca de Sewardstone y Londres. Se unió a la Sociedad Diletante en 1792, convirtiéndose en uno de sus miembros prominentes. En 1794 fue elegido miembro de la Royal Society y de la Sociedad de Anticuarios. Frecuentaban su casa casi todos los escritores del romanticismo inglés de entonces, en particular Coleridge. Él mismo publicó algunos dramas y libros de poemas que tuvieron un éxito limitado; su reputación se basa en sus traducciones de lenguas modernas y sobre todo clásicas: el Oberón (1798, y 2.ª ed. en 1805 con ilustraciones de Fuseli) del romántico alemán Christoph Martin Wieland, traducida directamente y luego adaptada en forma de mascarada en cinco actos en 1800; las Geórgicas de Virgilio (1800; 2.ª ed. 1815) y la Ilíada y la Odisea de Homero, vertidas al inglés íntegramente cuando ya contaba más de 70 años. Su traducción en verso, acompañada del texto latino original, de las Geórgicas de Virgilio, fue elogiada en la Revista de Edimburgo porque, "si bien no es la más perfecta de un poeta clásico que existe actualmente en nuestro idioma, seguramente puede avanzar hacia esa alta distinción". Incluso se reimprimió suntuosamente en la Georgica Publii Virgilii Maronis Hexaglotta (Londres, 1827), que contenía seis traducciones a lenguas cultas europeas, incluida una antigua al español de Juan de Guzmán, junto al texto original; la alemana era de Johann Heinrich Voss, la italiana de Francesco Soave y la francesa de Jacques Delille. Era, en realidad, un libro de lujo hecho para que los embajadores lo regalasen.
Sotheby se casó en 1780 con Mary Isted y tuvo siete hijos, todos los varones militares. Falleció en Londres en 1833 y fue enterrado en el cementerio de Hackney. Joanna Baillie, una amiga íntima de Sotheby durante "casi treinta años", lamentó su fallecimiento: "Era el hombre más generoso y de mente más alta y amable que nunca vivió, y esto, junto con sus no escasos talentos y conocimientos adquiridos, constituye un personaje que no puede ser reemplazado".

## Obras
En el ámbito hispánico cabe destacar su tragedia en cinco actos The siege of Cuzco ("El sitio de Cuzco", 1800) y su poema narrativo en diez cantos Constance de Castile (London, 1810), que se desarrolla en la época de Pedro I el Cruel y es uno de los primeros trabajos literarios en inglés sobre este monarca español, aunque el personaje que le da título es Constanza de Castilla (1354-1394), duquesa consorte de Láncaster, hija ilegítima del monarca y su amante María de Padilla y casada con el hermano pequeño viudo del Príncipe Negro, John de Gaunt, duque de Lancaster (tercer hijo superviviente de Eduardo III de Inglaterra y Felipa de Henao). Parte de su poesía se contiene en Poems (1790), cuya segunda edición lleva el título de A tour through parts of Wales (1794); incluye la narración de un viaje a pie por Gales con uno de sus hermanos, y sonetos, odas, epístolas... También publicó la oda La batalla del Nilo (1799) y la ambiciosa epopeya en dos partes Saúl (1807), escrita en verso blanco.
En cuanto a sus esfuerzos teatrales, no llegó a consolidarse como autor pese a las siete tragedias que escribió en cinco actos y verso blanco, de las que publicó seis y solo estrenó una, en el Drury Lane, Julian and Agnes (1800), aunque lord Byron se esforzó por lograr que algunas se llevasen a las tablas. Luego, sin embargo, se distanció de Sotheby y "sus aires de mecenas de los jóvenes". Entre 1816 y 1817 hizo un viaje de año y medio a Italia acompañado de su familia y dos eruditos amigos, el profesor Elmsley y el doctor Playfair. Regresaron por Alemania a fines de 1817 y publicó sus impresiones en Adiós a Italia y poemas de circunstancias (1818); la mayoría de estos poemas se añadieron a la tercera edición de sus Poems (1825; otra edición, 1828).
Al volver a Londres, Sotheby se consagró a sus traducciones de Homero en verso; la Iliada (1830-1831, 2.º ed. 1834) y la Odisea (1834), primorosamente ilustradas y bien acogidas. En 1829 realizó una gira por Escocia que aprovechó para visitar a su amigo Walter Scott en Abbotsford.